# Leavenworth (Kansas)
Leavenworth is de hoofdstad van Leavenworth County in de staat Kansas in de Verenigde Staten. Het ligt in het noordoosten van de staat aan de westelijke oever van de rivier de Missouri.
Bij de volkstelling van 2000 had het een bevolking van 35.420 inwoners. Leavenworth werd in 1854 gevestigd. Het ontstond ten zuiden van Fort Leavenworth, de oudste legerkamp ten westen van de Missouri, welke werd opgericht in 1827 door kolonel Henry Leavenworth. Leavenworth was de eerste plaats in Kansas die officieel tot stad werd verklaard.
De stad Leavenworth is vooral bekend om zijn gevangenissen. Er is een grote federale gevangenis, en verscheidene kleinere gevangenissen, waaronder de belangrijkste militaire gevangenis van het Amerikaanse ministie van defensie. Leavenworth is een conservatieve gemeenschap met een gevarieerde bevolking.

## Plaatsen in de nabije omgeving
De onderstaande figuur toont nabijgelegen plaatsen in een straal van 16 km rond Leavenworth.

## Geboren in Leavenworth
- Hilda Clark (1872-1932), gezicht van Coca-Cola
- Melissa Etheridge (1961), zangeres